# Rafael Entrena Cuesta
Rafael Entrena Cuesta (Granada, 1932-Barcelona, 1 de enero de 2024) fue un jurista español. También ejerció la política como concejal del Ayuntamiento de Barcelona.

## Biografía
Licenciado en Derecho, por la Universidad de Madrid, se le concedió el Premio de la Fundación Montalbán de dicha Facultad; el Premio Extraordinario de Licenciatura y el Premio Nacional Fin de Carrera, al mejor expediente académico entre todas las facultades españolas de su rama.
Doctor en Derecho por la Universidad de Bolonia, donde obtuvo el Premio de la Fundación Luigi Rava a la mejor tesis de Derecho Administrativo. Siguió estudios de Diplomado en Administración Pública en la Universidad de Edimburgo,durante el curso 1956-57, becado por la Steveson Foundation.
Diplomado en Administración Pública por el Instituto de Estudios Políticos.
A la edad de 27 años obtuvo por oposición la Cátedra de Derecho Administrativo de la Universidad de Laguna; y un año después, también por oposición, la de la Facultad de Derecho de la Universidad de Barcelona, que desempeñó desde el 1 de marzo de 1962, hasta el 30 de septiembre de 2002.
Fue nombrado catedrático emérito de la Universidad de Barcelona en enero de 2003.
Ha sido Secretario General de la Universidad de Barcelona; Vicedecano y Decano de la Facultad de Derecho; miembro del Patronato de la Universidad, y de las Comisiones Promotoras de Universidad Autónoma y de la Universidad Ramon Llull.
Ha sido, igualmente, Presidente de la Fundación del Hospital Oncológico de Cataluña.
Ha sido Presidente de la Asociación Española de Ciencias Administrativas, Sección delegada del Instituto Internacional de Ciencias Administrativas, y de la Sección española de la Asociación Hispano-Italiana de Profesores de Derecho Administrativo, y miembro del Consejo Rector de l'Escola d'Administració Pública por designación del Consejo Ejecutivo de la Generalidad de Cataluña.
Miembro del Consell Tributari del Ayuntamiento de Barcelona.
Miembro del Consell Assessor Universitari de la Universitat Internacional de Catalunya.
Miembro del Consejo Asesor del Anuario de Gobierno Local y del Consejo de Redacción o el Consejo Asesor de diversas Revistas científicas.
Académico correspondiente de la Academia Nacional de Derecho y Ciencias Sociales de Buenos Aires; de la Academia Nacional de Derecho y Ciencias Sociales de Córdoba (Argentina), y de la Real Academia Sevillana de Legislación y Jurisprudencia.
Ha representado a España en diversos Congresos Internacionales.
Abogado ejerciente del ICAB (Ilustre Colegio de Abogados de Barcelona).
Hermano de los también juristas y miembros destacados del Cuerpo Superior de Administradores Civiles del Estado Gerardo Entrena Cuesta (1936-2021) y Ramón Entrena Cuesta (1941-2019).